# 拉塞爾冰原島峰
67°47′S 63°19′E / 67.783°S 63.317°E
拉塞爾冰原島峰（英語：Russell Nunatak）是南極洲的冰原島峰，位於麥克羅伯特森地，處於馬遜山脈以東18公里，于1954年12月由澳大利亞探險隊發現，現時由南極條約體系管理。